# Bara (Timiș)
Bara é uma comuna romena localizada no distrito de Timiș, na região histórica do Banato (parte da Transilvânia). A comuna possui uma área de 70.67 km² e sua população era de 270 habitantes segundo o censo de 2007.